# Exobasidium rhododendri
Espèce
Synonymes
- Exobasidium vaccinii f. rhododendri (C.E. Cramer) W. Voss[2]
- Exobasidium vaccinii var. rhododendri Fuckel[2]

Exobasidium rhododendri est une espèce de champignons parasites de la famille des Exobasidiaceae, formant des galles que l'on retrouve sur le Rhododendron ferrugineux.